# Bitwa pod Sudobiczami

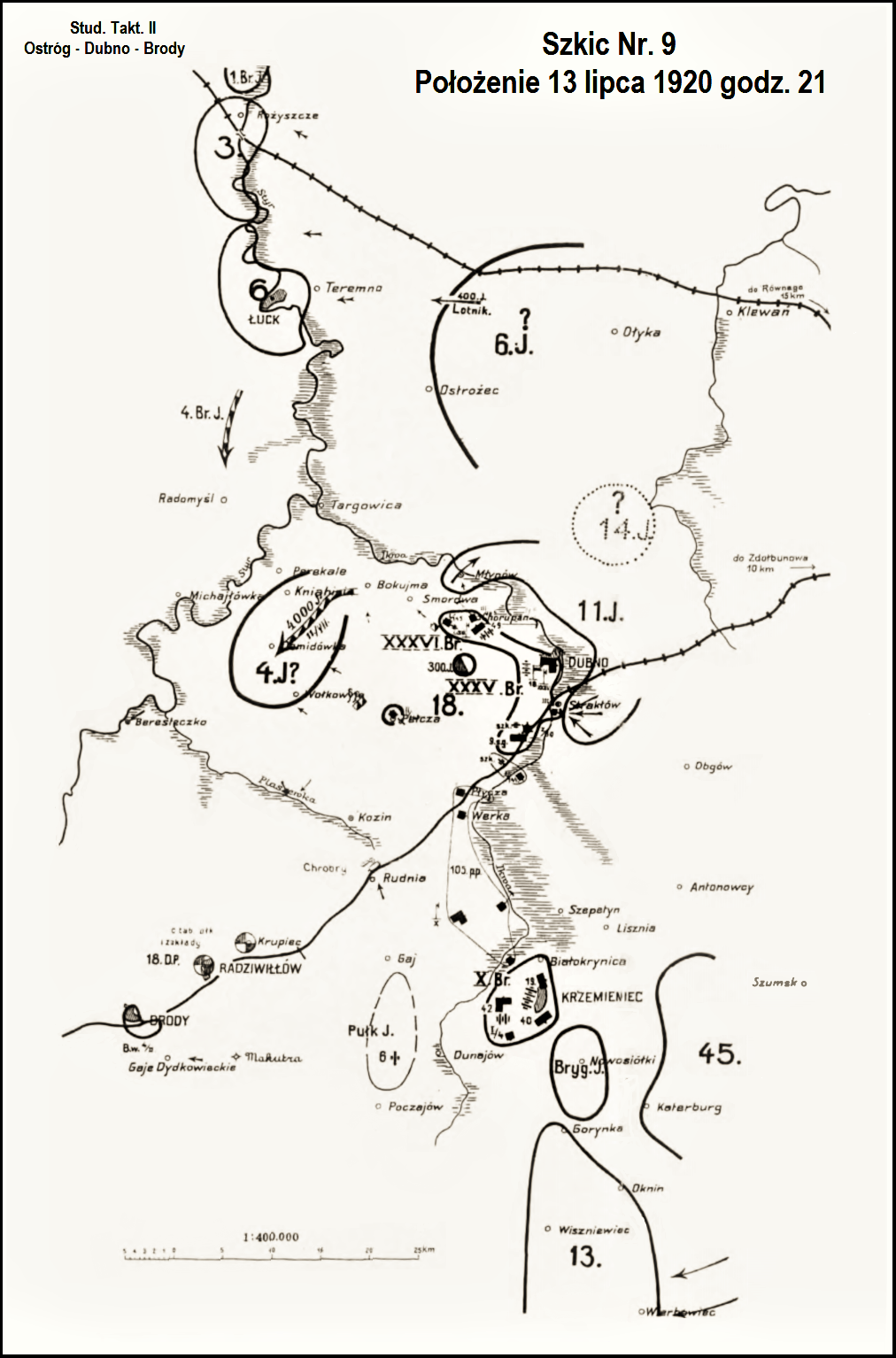
Franciszek Arciszewski, Ostróg – Dubno – Brody. Walki 18 Dywizji Piechoty z konną armją Budiennego

Bitwa pod Sudobiczami – część bitwy pod Dubnem; walki polskiego 49 pułku piechoty z oddziałami sowieckiej 1 Armii Konnej Siemiona Budionnego toczone w okresie ofensywy Frontu Południowo-Zachodniego w czasie wojny polsko-bolszewickiej.

## Sytuacja ogólna
26 maja na Ukrainie wojska sowieckiego Frontu Południowo-Zachodniego przeszły do ofensywy, a już 5 czerwca trzy dywizje sowieckiej 1 Armii Konnej Siemiona Budionnego przełamały trwale polski front pod Samhorodkiem na odcinku obrony grupy gen. Jana Sawickiego. 10 czerwca odwrót spod Kijowa w kierunku na Korosteń rozpoczęła polska 3 Armia. W ostatnich dniach czerwca poszczególne związki operacyjne Frontu Ukraińskiego, dowodzonego już przez gen. Edwarda Rydza-Śmigłego, ugrupowane były w następujący sposób: Armia Ukraińska gen. Michajła Omelianowicza-Pawlenki skupiona była nad Dniestrem, w kierunku granicy z Rumunią, 6 Armia gen. Wacława Iwaszkiewicza-Rudoszańskiego zajmowała odcinek frontu Dniestr–Chmielnik–Lubar, nowo sformowana 2 Armia gen. Kazimierza Raszewskiego znajdowała się na linii rzek Słucz i Horyń, a 3 Armia gen. Edwarda Rydza-Śmigłego rozlokowana była nad Uborcią.
4 lipca oddziały sowieckiej 14 Armii przełamały polską obronę pod Barem i wyszły na tyły 6 Armii. Celem zamknięcia luki i przywrócenia łączności pomiędzy dwoma polskimi armiami, została zorganizowana i skierowana nad Horyń Grupa gen. Franciszka Krajowskiego.
9 lipca Grupa osiągnęła rejon Obgowa, skąd planowano uderzenie na Dubno. Około południa 11 lipca nadszedł rozkaz uderzenia na sowiecką 11 Dywizję Kawalerii, stojącą na wschód od Dubna.
Wcześniej gen. Franciszek Krajowski miał rozbić oddziały sowieckiej 45 Dywizji Strzelców, stojące pod Krzemieńcem, a następnie odzyskać Dubno i obsadzić Ikwę na odcinku Dubno – Krzemieniec.

## Walki pod Sudobiczami
Podczas natarcia 18 Dywizji Piechoty na Dubno, osłaniający prawe skrzydło dywizji III batalion 49 pułku piechoty kpt. Klemensa Mościckiego 13 lipca sforsował Ikwę pod Nosowicą i około 16.00 dotarł pod Sudobicze.
Rozwinięty wzdłuż toru kolejowego na zachód od Sudobicz przeciwnik otworzył ogień do nacierającej polskiej piechoty. Polakom udało się przełamać obronę Sowietów; 10 kompania zdobyła płonący już most i batalion mógł przejść do pościgu. Nad ranem 14 lipca batalion osiągnął Strakłów. 11 kompania por. Opioły zajęła Wolicę i tu odpierano ataki nieprzyjacielskiej kawalerii, wzmocnionej samochodami pancernymi i dążącej do wyjścia na tyły i skrzydło 18 Dywizji Piechoty. Po całodziennej walce, wyczerpany batalion wrócił na prawy brzeg Ikwy.

## Bilans walk
II batalion 49 pułku piechoty skutecznie osłonił skrzydło i tyły maszerujących oddziałów Grupy generała Krajowskiego. Zdobył 4 karabiny maszynowe i 15 wozów taborowych z zaprzęgami. W trakcie walk stracił 11 zabitych i 48 rannych.